# Bruailles
Bruailles é uma comuna francesa na região administrativa de Borgonha-Franco-Condado, no departamento Saône-et-Loire. Estende-se por uma área de 22,22 km². Em 2010 a comuna tinha 1 016 habitantes (densidade: 45,7 hab./km²).